# Andreea Grecu

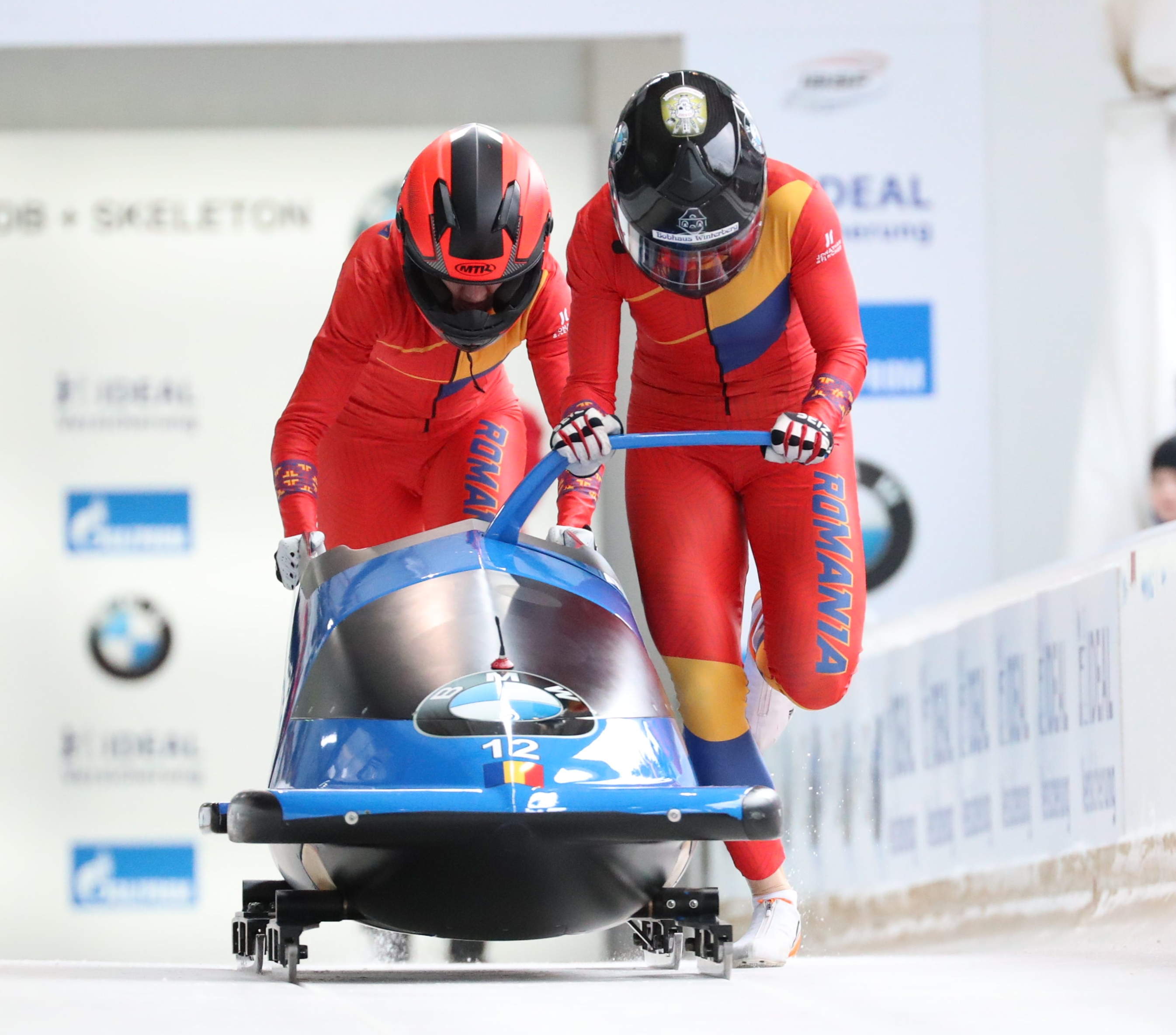
Andreea Grecu zusammen mit Ioana Gheorghe bei den Bob- und Skeleton-Weltmeisterschaften 2020 in Altenberg

Andreea Grecu (* 10. Januar 1994 in Bukarest) ist eine rumänische Bobsportlerin und Leichtathletin.
Grecu nahm 2011 an den Leichtathletik-Jugendweltmeisterschaften in Lille teil, wo sie mit der rumänischen Sprintstaffel auf den sechsten Platz kam. 2015 wurde sie rumänische Meisterin mit der 4 × 100-m-Staffel. Im selben Jahr lief sie mit der rumänischen 4 × 400-m-Staffel bei den Weltmeisterschaften in Peking, erreichte aber nicht den Endlauf. 2017 wurde sie rumänische Meisterin über 100 m.
Noch erfolgreicher ist Grecu im Wintersport, wo sie von Paul Neagu trainiert wird. Bei den Olympischen Jugend-Winterspielen 2012 wurde sie mit Ana Constantin Sechste im Zweierbob. Mit Constantins Schwester Maria Adela Constantin war Grecu als Anschieberin 21. bei der Bob-Weltmeisterschaft 2013. 2014 nahm das Duo Grecu/Constantin an den Olympischen Spielen in Sotschi teil, wo sie 17. wurden. Während des Bob-Europacups 2014/15 erreichten die beiden drei dritte Plätze und bei der Bob-Weltmeisterschaft 2015 waren sie sowohl im Zweierbob als auch mit der Mannschaft Neunte. Bei den Bob- und Skeleton-Europameisterschaften 2016 wurde das Duo ebenso Neunter.
Bei den Bob- und Skeleton-Europameisterschaften 2017 wechselte Grecu an die Lenkseile und wurde mit der Anschieberin Olívia Vild Zehnte. Bei der Bob-Weltmeisterschaft 2017 war Grecu wieder Anschieberin von Maria Adela Constantin. Mit dem internationalen Team, bestehend aus den Rumäninnen und den Deutschen Alexander Gassner, Anna Fernstädt, Richard Oelsner und Marc Rademacher, gewann sie am Königssee die Bronzemedaille. 2018 wurde Grecu mit der Anschieberin Florentina Iușco in St. Moritz Junioren-Weltmeisterin. Bei den Olympischen Spielen 2018 in Pyeongchang landeten Grecu und Constantin auf dem 15. Platz.
Bei den Bob- und Skeleton-Europameisterschaften 2020 im lettischen Sigulda holte sich Grecu gemeinsam mit Anschieberin Ioana Gheorghe die Silbermedaille im Zweierbob.